# Urzica Mare, Dolj
Urzica Mare este un sat în comuna Urzicuța din județul Dolj, Oltenia, România. Are o populație de aproximativ 600 de locuitori, în majoritate pensionari. Este un sat de câmpie, situat pe malul drept al râului Desnățui, la 3 km de comuna Giurgița și la 5 km de Urzicuța. Prin Urzica Mare trece drumul județean ce leagă orașul Segarcea de municipiul Băilești.
Celelalte sate care intră în alcătuirea comunei Urzicuța sunt satul Urzicuța și satul Ionele.
Ocupația principală este agricultura. Se cultivă cereale, floarea soarelui, sfeclă de zahăr ș.a. Creșterea animalelor este ocupația secundară a locuitorilor.
 Acest articol despre o localitate din județul Dolj este deocamdată un ciot. Puteți ajuta Wikipedia prin completarea lui.